# Enomao (schiavo)
Enòmao (in latino: Oenomăus; Gallia, ... – Campania, 73 o 72 a.C.) è stato un militare gallico uno dei tre capi ribelli della terza guerra servile.

## Biografia
Nell'inverno del 73 a.C. Enomao evase assieme ad altri compagni dalla scuola di addestramento per gladiatori di Lentulo Batiato a Capua, e, assieme a Spartaco e Crixo, si mise a capo della rivolta.
Guidò l'esercito degli schiavi nella resistenza all'esercito romano comandato dal pretore Gaio Claudio Glabro e ottenne la vittoria presso il Vesuvio.
Morì probabilmente nell'inverno 73-72 a.C., mentre gli schiavi ribelli iniziavano a compiere incursioni in tutto il sud dell'Italia: da quel momento, infatti, le fonti non riportano più sue notizie.